# خوان كارلوس ميدينا
خوان كارلوس ميدينا (بالإسبانية: Juan Carlos Medina)‏؛ مواليد 22 أغسطس 1983 في كواهويلا، المكسيك، هو لاعب كرة قدم مكسيكي يلعب لنادي أمريكا ومنتخب المكسيك لكرة القدم فئة الشباب كلاعب وسط. سبق له أن لعب في كأس العالم لكرة القدم مع منتخب بلاده. بدأ خوان كارلوس ميدينا مسيرته الرياضية عام 2003.

## مسيرته الكروية
لعب خوان كارلوس ميدينا خلال مسيرته الاحترافية مع 6 أندية في ستة عشر موسمًا وسجل خلالها 25 هدفًا ضمن 384 مباراة. ولم يفز بأي موسم بالكأس وفاز في موسمين بالدوري.
خاض خوان كارلوس ميدينا مسيرته مع نادي أطلس في موسم 2003–04 في المرة الأولى ليلعب معه خمسة مواسم ثم في موسم 2014–15 ولمدة موسمين، مشاركًا طوالها في 207 مباراة سجل خلالها 16 هدفًا. ثم انتقل إلى نادي مونتيري في موسم 2008–09 ولمدة موسمين، حيث شارك في 23 مباراة سجل خلالها هدفًا واحدًا. لينتقل بعدها إلى نادي سان لويس في موسم 2010–11 لمدة موسم واحد، مشاركًا في 32 مباراة سجل خلالها هدفين. ثم انتقل إلى نادي أمريكا في موسم 2011–12 واستمر معه طيلة ثلاثة مواسم، مشاركًا في 88 مباراة سجل خلالها 4 أهداف. هذا وانتقل لاحقًا إلى نادي تيخوانا في موسم 2016–17 لمدة موسم واحد، مشاركًا في 12 مباراة ولم يسجل أي هدف. ثم انتقل بعدها إلى Lobos BUAP ‏ في موسم 2017–18 لمدة موسم واحد، مشاركًا في 22 مباراة سجل خلالها هدفين.

## روابط خارجية
- خوان كارلوس ميدينا على موقع قاعدة بيانات كرة القدم.إي يو (الإنجليزية)
- خوان كارلوس ميدينا على موقع ناشيونال فوتبول تيمز (الإنجليزية)
- خوان كارلوس ميدينا على موقع Soccerbase.com (لاعب) (الإنجليزية)
- خوان كارلوس ميدينا على موقع Soccerway.com (الإنجليزية)
- خوان كارلوس ميدينا على موقع كووورة
- خوان كارلوس ميدينا على موقع AS.com (الإسبانية)